# West Adams
West Adams est un quartier situé dans la région de South Los Angeles.

## Géographie
Le quartier se situe dans la région South Los Angeles.

## Démographie
Le Los Angeles Times considère le quartier comme modérément diverse du point de vue ethnique, 56,2 % de la population étant hispanique, 36,7 % afro-américaine, 2,4 % blanche non hispaniques, 1,7 % asiatique, et 2,0 % appartenant à une autre catégorie ethno-raciale.